# Michele Ruzzier
Michele Ruzzier (Trieste, 9 febbraio 1993) è un cestista italiano.

## Carriera

### Club
Cresciuto cestisticamente nella Azzurra Trieste, dedita esclusivamente al settore giovanile, nel 2010 approda nella prima società della sua città natale, per esordire in prima squadra già all'inizio del 2011, disputando 6 partite in A Dilettanti 2010-11. La stagione 2011-12 lo ha visto presente in campo in 33 occasioni: per lui e per la Pallacanestro Trieste è stato l'anno della promozione in Legadue.
Nella Legadue 2012-13 ha messo a referto 157 punti in 26 partite, per un totale di 535 minuti in campo.
Nel giugno 2014 è stato ingaggiato dalla Reyer Venezia Mestre, in Serie A.
Nell'estate 2016 è ingaggiato con la formula del prestito per una stagione dalla Fortitudo Bologna in Serie A2. Nel luglio 2017 fa ritorno in Serie A firmando per la Vanoli Cremona, dove rimane per tre anni. Il 25 giugno 2020 viene ingaggiato dalla Pallacanestro Varese dove firma un contratto annuale con opzione per la stagione successiva.
Il 5 luglio 2021 viene ufficializzato dalla Virtus Bologna.

### Nazionale
Ruzzier ha esordito con l'Italia under 20 ai FIBA EuroBasket Under-20 2013 il 9 luglio 2013, scendendo in campo 11 minuti nella sfida vinta contro la Francia under 20. Vince la medaglia d'oro nella finale contro la Lettonia.
Il 10 luglio 2018 viene convocato nell'Italia sperimentale allenata da Romeo Sacchetti in vista di un raduno (dal 23 luglio al 1º agosto) e di un torneo amichevole (dal 3 al 7 agosto).

## Statistiche

### Nazionale
| Cronologia completa delle presenze e dei punti in Nazionale - Italia | Cronologia completa delle presenze e dei punti in Nazionale - Italia | Cronologia completa delle presenze e dei punti in Nazionale - Italia | Cronologia completa delle presenze e dei punti in Nazionale - Italia | Cronologia completa delle presenze e dei punti in Nazionale - Italia | Cronologia completa delle presenze e dei punti in Nazionale - Italia | Cronologia completa delle presenze e dei punti in Nazionale - Italia | Cronologia completa delle presenze e dei punti in Nazionale - Italia |
| Data                                                                 | Città                                                                | In casa                                                              | Risultato                                                            | Ospiti                                                               | Competizione                                                         | Punti                                                                | Note                                                                 |
| -------------------------------------------------------------------- | -------------------------------------------------------------------- | -------------------------------------------------------------------- | -------------------------------------------------------------------- | -------------------------------------------------------------------- | -------------------------------------------------------------------- | -------------------------------------------------------------------- | -------------------------------------------------------------------- |
| 20/02/2020                                                           | Napoli                                                               | Italia                                                               | 83 - 64                                                              | Russia                                                               | Qual. Euro 2021                                                      | 7                                                                    | [ 7 ]                                                                |
| 23/02/2020                                                           | Tallinn                                                              | Estonia                                                              | 81 - 87                                                              | Italia                                                               | Qual. Euro 2021                                                      | 2                                                                    | [ 8 ]                                                                |
| 18/06/2021                                                           | Amburgo                                                              | Italia                                                               | 82 - 56                                                              | Tunisia                                                              | Torneo amichevole                                                    | 6                                                                    | [ 9 ]                                                                |
| 19/06/2021                                                           | Amburgo                                                              | Italia                                                               | 83 - 71                                                              | Rep. Ceca                                                            | Torneo amichevole                                                    | 6                                                                    | [ 10 ]                                                               |
| 20/06/2021                                                           | Amburgo                                                              | Germania                                                             | 91 - 79                                                              | Italia                                                               | Torneo amichevole                                                    | 2                                                                    | [ 11 ]                                                               |
| Totale                                                               |                                                                      | Presenze                                                             | 5                                                                    |                                                                      | Punti                                                                | 23                                                                   |                                                                      |

## Palmarès

### Club

#### Competizioni internazionali
- Eurocup: 1

Virtus Bologna: 2021-22

#### Competizioni nazionali
- Coppa Italia: 1

Cremona: 2019
- Supercoppa italiana: 2

Virtus Bologna: 2021, 2022
- Supercoppa LNP: 1

Fortitudo Bologna: 2016

#### Nazionale
- Europei Under-20: 1

 Estonia 2013